# Avril 1755
Cette page présente les faits marquants du mois d'avril 1755.

## Événements
- 10 avril : le Sénat russe examine le projet de nouveau code des lois, rédigé par une commission pour la modernisation des lois depuis le 23 septembre 1754. Après l'approbation du Sénat, l'impératrice Élisabeth refuse de signer les textes le 28 juillet[1].